# Sintorolana atrox
Sintorolana atrox är en kräftdjursart som beskrevs av Bruce1996. Sintorolana atrox ingår i släktet Sintorolana och familjen Cirolanidae. Inga underarter finns listade i Catalogue of Life.